# Nazionale maschile di calcio a 5 del Venezuela
La nazionale di calcio a 5 del Venezuela è, in senso generale, una qualsiasi delle selezioni nazionali di Calcio a 5 della Federación Venezolana de Fútbol che rappresentano il Venezuela nelle varie competizioni ufficiali o amichevoli riservate a squadre nazionali.

## Risultati nelle competizioni internazionali

### FIFA Futsal World Cup
- 1989 - Non presente
- 1992 - Non presente
- 1996 - Non qualificata
- 2000 - Non qualificata
- 2004 - Non qualificata
- 2008 - Non qualificata
- 2012 - Non qualificata
- 2016 - Non qualificata
- 2021 - Ottavi di finale
- 2024 - Quarti di finale

### Copa America/Taça America
- 1992 - Non presente
- 1995 - Non presente
- 1996 - Primo turno
- 1997 - Non presente
- 1998 - Non presente
- 1999 - Non presente
- 2000 - Primo turno
- 2003 -  7º posto
- 2008 -  9º posto
- 2011 - 7º posto
- 2015 - 7º posto
- 2017 - 6º posto
- 2022 - 6º posto
- 2024 - 3º posto